# Agra-Marioss Opole
Agra-Marioss Opole – nieistniejący obecnie polski klub futsalowy z siedzibą w Opolu, rozwiązany w 2005 z powodu problemów finansowych. Sponsorem klubu była firma hurtownii spożywczych Agra.

## Historia
Klub został założony w 1994, lecz do 2002 roku występował jedynie w Opolskiej Lidze Halowej. W 2002 zadebiutował w rozgrywkach ogólnopolskich. W sezonie 2002/2003 brał udział w rozgrywkach II ligi oraz dotarł do półfinału Pucharu Polski. Zajął w tym sezonie 1. miejsce i po raz pierwszy w historii awansował do ekstraklasy. W sezonie 2003/2004 klub zajął 4. miejsce w I lidze oraz dotarł do II rundy Pucharu Polski. W sezonie 2004/2005 zajął 6. miejsce w ekstraklasie a w Pucharze Polski drużyna dotarła do 1/8 finału. Niestety okazało się, że to był ostatni sezon klubu w ekstraklasie, gdyż musiał się wycofać z powodu problemów finansowych. W 2007 roku powstał klub Gazownik Wawelno kontynuujący tradycję opolskiego klubu.

## Nazwy klubu
- 1994-1996: Manhattan Opole
- 1996-2001: Mexpol Opole
- 2001-2002: Marioss-Mexpol Opole
- 2002-2003: Agra-Noban Opole
- 2003-2005: Agra-Marioss Opole

## Statystyki ekstraklasy
- Sezony:
  - 2003/2004
  - 2004/2005
- Debiut:
  - 1 października 2003: Agra-Marioss Opole – Rekord Bielsko-Biała 9:3
- Pierwsze zwycięstwo:
  - 1 października 2003: Agra-Marioss Opole – Rekord Bielsko-Biała 9:3
- Najwyższe zwycięstwo:
  - 7 marca 2004: Agra-Marioss Opole – Cuprum Polkowice 16:1
- Pierwsza porażka:
  - 5 października 2003: Baustal Kraków – Agra-Marioss Opole 6:2
- Najwyższa porażka:
  - 23 stycznia 2005: Clearex Chorzów – Agra-Marioss Opole 9:2
- Ostatni mecz:
  - 22 kwietnia 2005: P.A. Nova Gliwice – Agra-Marioss Opole 4:2

### I liga

#### Sezon po sezonie
| Sezon     | Pkt | M  | Z  | R | P | Br+ | Br- | +/- | Msc. |
| --------- | --- | -- | -- | - | - | --- | --- | --- | ---- |
| 2003/2004 | 40  | 22 | 12 | 4 | 6 | 103 | 67  | +36 | 4    |
| 2004/2005 | 29  | 22 | 8  | 5 | 9 | 67  | 70  | -3  | 6    |

### II liga
| Sezon     | Pkt | M  | Z  | R | P | Br+ | Br- | +/- | Msc. |
| --------- | --- | -- | -- | - | - | --- | --- | --- | ---- |
| 2002/2003 | 43  | 18 | 14 | 1 | 3 | 98  | 53  | +45 | 1    |

## Puchar Polski
| Sezon     | Wynik      |
| --------- | ---------- |
| 2002/2003 | półfinał   |
| 2003/2004 | II runda   |
| 2004/2005 | 1/8 finału |

## Trenerzy
- 2003-2005: Tomasz Ciastko